# Đưa cơm cho mẹ đi cày
"Đưa cơm cho mẹ đi cày" là một bài hát thiếu nhi được sáng tác bởi nhạc sĩ Hàn Ngọc Bích. Bài hát được sáng tác trong thời điểm chiến tranh Việt Nam xảy ra khốc liệt và căng thẳng.

## Bối cảnh và sáng tác
Bài hát "Đưa cơm cho mẹ đi cày" được nhạc sĩ Hàn Ngọc Bích sáng tác vào cuối năm 1970, khi chiến tranh Việt Nam đang ở thời kỳ khốc liệt nhất. Khi đó, con gái đầu lòng của ông qua đời. Đây là khoảng thời gian ông sơ tán về Thường Tín, Hà Tây để dạy học. Các em thiếu nhi đi đưa cơm cho mẹ đi cày là nguồn cảm hứng để ông sáng tác bài hát.
Bài hát tái hiện cảnh "những phụ nữ đảm đang thay chồng đi cày trên đồng ruộng và những em bé đưa cơm cho mẹ vào buổi đang trưa". Bài hát được sáng tác toàn bộ ở nhịp 6
8, được nhận xét là đạt được hiệu quả diễn tả "bước chân lon ton của em bé khi đưa mẹ đi cày".

## Biểu diễn
Năm 1970, Hàn Ngọc Bích đã từng phát biểu thông tin bài hát "Đưa cơm cho mẹ đi cày" trên Đài Truyền hình Việt Nam. Trong chương trình Giai điệu tự hào phát sóng tháng 5 năm 2015, ca sĩ Mỹ Linh cùng con gái là Mỹ Anh đã cùng thể hiện lại ca khúc "Đưa cơm cho mẹ đi cày" và gây được ấn tượng. Tiết mục song ca này của hai mẹ con ca sĩ Mỹ Linh đã đạt tổng số gần 1 triệu lượt theo dõi trên các kênh chia sẻ video. Ngày 27 tháng 8 năm 2015, trong đêm nhạc tưởng niệm nhạc sĩ Hàn Ngọc Bích, một ca sĩ nhí tên Ngọc Linh khi thể hiện bài hát cũng đã được báo VietNamNet khen ngợi là "gây xúc động" cùng "giọng hát trong trẻo, hồn nhiên".

## Đón nhận
Bài hát được liệt kê trong danh sách "50 bài hát hay nhất thế kỷ XX" của Việt Nam. Bài hát "Đưa cơm cho mẹ đi cày" cũng được cho là trở nên quen thuộc với nhiều thế hệ thiếu nhi Việt Nam. Báo Dân Việt nhận xét ca khúc "nghe thấp thoáng trong từng nốt nhạc của ca khúc này, người ta thấy một nỗi buồn, một nỗi xót thương những em bé phải gánh vác nỗi vất vả của người lớn trong hoàn cảnh tên bay đạn lạc."

## Tranh cãi
Bài hát đã bị cho là "rất giống với ý bài thơ cùng tên của một tác giả khác." Trong lần đầu tiên nghe thấy bài hát "Đưa cơm cho mẹ đi cày" của Hàn Ngọc Bích phát trên Đài Tiếng nói Việt Nam, nhà thơ Tô Xuân Lựu cho rằng bài hát giống ý bài thơ của mình. Bài thơ của ông được sáng tác năm 1969. Sau khi đọc lại bài thơ một lần nữa, nhà thơ Tô Xuân Lựu khẳng định: "Tôi cho rằng bài hát "Đưa cơm cho mẹ đi cày" của Hàn Ngọc Bích là phỏng theo ý bài thơ cùng tên của tôi".
Báo Tiền phong cho biết mối quan hệ giữa nhà thơ Tô Xuân Lựu và nhạc sĩ Hàn Ngọc Bích là "chỗ quen biết". Nhạc sỹ Hàn Ngọc Bích từng đề nghị nhà thơ Tô Xuân Lựu đưa một số bài thơ của mình cho ông để phổ nhạc. Một lần, nhà thơ Tô Xuân Lựu có đưa bài thơ "Đàn ngỗng nhỏ" cho nhạc sĩ Hàn Ngọc Bích nhưng bài hát đó đã không được phổ nhạc. Kể từ đó, nhà thơ Tô Xuân Lựu cũng không lần nào gặp lại nhạc sĩ Hàn Ngọc Bích để giãi bày sự việc này. Trước sự việc này, nhạc sĩ Phú Quang bày tỏ: "Bài hát nảy từ ý thơ của người khác mà biến nó thành của mình thì không nên!"